# عباس مسعودی
عباس مسعودی (۱۲۷۴ – ۱۳۵۳) روزنامه نگار، سناتور و نماینده مجلس شورای ملی در دوران پهلوی بود. او پایه‌گذار روزنامه اطلاعات است.
مسعودی کار خود را در سیزده سالگی با حروف چینی در یکی از چاپخانه‌های  تهران آغاز کرد. سپس  مدتی در روزنامه کوشش به مدیریت شکرالله صفوی با ذبیح‌الله منصوری همکار بود. با خروج از روزنامه کوشش ابتدا چند چاپخانه کوچک تأسیس کرد و وقتی به‌خوبی با کار خود آشنا شد، روزنامه اطلاعات را راه‌اندازی کرد.
اطلاعات پرتیراژترین روزنامه کشور ایران شد و باعث شد تا عباس مسعودی با مقامات بزرگ کشور از نزدیک آشنا شود. از این طریق در سال ۱۳۱۴ به نمایندگی تهران به مجلس شورای ملی راه یافت (دوره دهم) و تا پایان دوره پانزدهم این کرسی را حفظ کرد.
پس از وقایع شهریور بیست، مسعودی در جریان حادثه هفدهم آذر ۱۳۲۱ که جمعیت خشمگین به مجلس شورای ملی حمله کردند، هدف حمله قرار گرفت و به شدت مضروب و مجروح شد و تا سر حد مرگ پیش رفت. سپس از کشور خارج شد و نامه استعفای خود را از نمایندگی به مجلس فرستاد که در سوم خرداد ۱۳۲۲ قرائت و اعلام شد، اما مجلس در جلسه بعد (پنجم خرداد) تصمیم گرفت استعفای او مسکوت بماند.  مسعودی هم استعفای خود را پس گرفت. 
با ورود رقیب جدیدی به نام روزنامه کیهان، مسعودی مجلات اطلاعات هفتگی، اطلاعات ماهانه، اطلاعات بانوان،  دنیای ورزش و مجله الاخی (برادری) را به زبان عربی انتشار داد.
با تشکیل مجلس سنای ایران در سال ۱۳۲۸ مسعودی به عضویت این مجلس برگزیده شد و تا پایان عمر سناتور بود.
مسعودی در سال ۱۳۱۷ با قدسی امیرارجمند دختر یوسف‌خان امیرامجد ازدواج کرد و صاحب دو پسر به نام‌های فرهاد و بهرام و سه دختر شد. با درگذشت ناگهانی عباس مسعودی در سال ۱۳۵۳، پسر ارشد او، فرهاد مدیریت روزنامه را به عهده گرفت. پس از وقوع انقلاب اسلامی، خانواده مسعودی ایران را ترک کردند. فرهاد مسعودی ابتدا به لندن رفت. سپس در شهر نیس در جنوب فرانسه اقامت گزید و در سال ۱۳۹۴ در سن ۷۵ سالگی درگذشت. بهرام مسعودی (متولد ۱۳۳۰) که او نیز از مسؤلان روزنامه اطلاعات بود، پس از انقلاب به کانادا رفت ولی بعد از چند سال به ایران بازگشت و از طرف سید محمود دعایی، رئیس وقت مؤسسه اطلاعات، دعوت به کار شد.
روزنامه اطلاعات همچنان به صورت روزانه چاپ می‌شود.